# Justus Hollatz
Justus Hollatz (Amburgo, 21 aprile 2001) è un cestista tedesco.

## Carriera
Con la Germania ha disputato i Campionati europei del 2022 e si è laureato campione del mondo nel 2023.

## Palmares

### Squadra
- Campionato tedesco: 1

Bayern Monaco: 2024-2025
- Coppa del Presidente: 1

Anadolu Efes: 2024

### Nazionale
- Mondiali:

 Cina 2023
- Europei:

 Germania 2022